# 贵州鹅耳枥
贵州鹅耳枥（学名：Carpinus kweichowensis）是桦木科鹅耳枥属的植物，为中国的特有植物。分布于中国大陆的贵州、云南等地，生长于海拔1,100米至1,200米的地区，多生于常绿阔叶混交林中，目前尚未由人工引种栽培。
其种加词“kweichowensis”意为“贵州的”。